# Pupp Czech Open 1996
Il Pupp Czech Open 1996 è stato un torneo di tennis giocato sulla terra rossa. 
È stata la sola edizione del torneo, facente parte della categoria Tier IV nell'ambito del WTA Tour 1996.
Il torneo si è svolto dal 10 al 15 settembre 1996 a Karlovy Vary in Repubblica Ceca

## Vincitori

### Singolare
Ruxandra Dragomir ha battuto in finale  Patty Schnyder con il punteggio di 6–2, 3–6, 6–4

### Doppio
Karina Habšudová /  Helena Suková hanno battuto in finale  Eva Martincova /  Elena Pampoulova con il punteggio di 3–6, 6–3, 6–2